# Elecciones generales de Malta de 1860
El 24 de enero de 1860 se celebraron en Malta elecciones generales.

## Antecedentes
Las elecciones se realizaron bajo la constitución de 1849, con lo que de los 18 miembros diez serían designados y ocho electos.

## Resultados
3.343 personas tenían derecho a voto, de las que 3.044 votaron, dando una participación del 91%.
| Miembros electos        | Miembros electos | Miembros electos |
| Nombre                  | Votos            | Notas            |
| ----------------------- | ---------------- | ---------------- |
| Emmanuel Scicluna       | 1.085            |                  |
| Francesco Fiteni        | 1.062            |                  |
| Filippo Pullicino       | 967              |                  |
| Franc Grungo            | 803              |                  |
| Vinc. Bugeja            | 729              |                  |
| Guis. Randon            | 630              |                  |
| Pasquale Mifsud         | 618              |                  |
| Ruggerio Sciortino      | 258              | Elegido por Gozo |
| Fuente: Schiavone, p175 |                  |                  |